# Edward Teague
Edward Teague je izmišljeni lik iz Disneyjevog filmskog serijala Pirati s Kariba. On je Piratski vladar Madagaskara, čuvar Piratskog kodeksa, te otac glavnog junaka serijala, kapetana Jacka Sparrowa. U trećem i četvrtom filmu glumio ga je engleski rock glazbenik Keith Richards dok ga je u petom filmu glumio njemački glumac Alexander Scheer. Njegovo ime je posveta imenu Edwarda Teacha "Crnobradog", zloglasnog pirata koji je doista postojao.

## Životopis

### Romani

#### Jack Sparrow
U serijalu "Pirati s Kariba: Jack Sparrow" Teague se pojavljuje u romanu "Sins of the Father" gdje traga za svojim maloljetnim sinom, Jackom Sparrowom. Kada ga zarobi Britanska kraljevska ratna mornarica predvođena admiralom Lawrenceom Norringtonom, Teague i Jack se uspiju osloboditi uz pomoć starog prijatelja Gibbsa. Tijekom bitke, admiralov sin James Norrington pao je u more, i utopio bi se da ga Teague nije spasio. Nakon bitke, Teague je ponudio sinu da se vrati s njim na Otok brodoloma, ali je Jack odlučio ostati slobodan. 

#### Cijena slobode
U romanu "Pirati s Kariba: Cijena slobode", Teague je Piratski vladar Madagaskara i čuvar Piratskog kodeksa. Nakon što grupa pirata počne kršiti kodeks vršeći pokolje među zarobljenim posadama trgovačkih brodova, Teague odluči istražiti slučaj. Istodobno, Jack se zaljubi u Esmeraldu, unuku Don Rafaela, Piratskog vladara Kariba. Teague upozori Jacka da se drži dalje od nje, ali usprkos tome, Jack i Esmeralda se nastave viđati. Nakon što Jack i Esmeralda otkriju vođu kršitelja kodeksa, Boryu, piratskog vladara Kaspijskog mora, Teague pozove Davy Jonesa, natprirodnog vladara mora. Jones prepozna Boryu kao vođu odmetnika, te Teague njega i njegovu posadu osudi na smrt.

#### Legende o bratskom dvoru
U serijalu "Pirati s Kariba: Legende o Bratskom dvoru", Teague se pojavljuje u četvrtom romanu "Wild Waters". Nakon Jackovog bijega s Otoka brodoloma, Teague i čitava obitelj su preselili na Madagaskar, u piratsku luku Libertalia. Teague je napustio položaj Piratskog vladara Madagaskara. Kada je Samuel, Piratski vladar Atlantika, počeo trgovati robljem, Teague i ostali pirati su ga protjerali iz luke. Jack Sparrow, tada kapetan broda Crni biser, doplovio je do Libertalije u potrazi za jednim od dijelova čarobnog predmeta zvanog "Shadow Gold". Teague i Jack su tada s kapetanom Jocardom dogovorili napad na Samuelovu utvrdu.

### Filmovi

#### Na kraju svijeta
Kada je lord Cutler Beckett započeo rat protiv piratstva, Teague je bio na Otoku brodoloma. Kada se devet piratskih vladara okupilo, Teague je na sastanku ustrijelio jednog indijskog pirata koji je predložio da zanemare Kodeks. Nakon sastanka, Jack je upitao Teaguea:"Kako je mama?", na što mu je Teague pokazao njezinu sasušenu, mumificiranu glavu. Nakon bitke u kojoj su Crni biser i Ukleti Holandez porazili Lorda Becketta, Teague je zajedno s ostalim piratima proslavio pobjedu.

#### Nepoznate plime
Nekoliko godina nakon rata, Teague se našao u Londonu. Kada je Jack Sparrow pobjegao iz palače kralja Georgea, Teague je ustrijelio vojnika koji je želio ubiti Jacka. Poslije, u krčmi "Kapetanova kći", Teague je Jacku dao neke obavijesti o Izvoru mladosti, te ga uputio na ljude koji su okupljali posadu za brod. 

## Poveznice
- Edward Teague na POTC wiki